# Biomassza

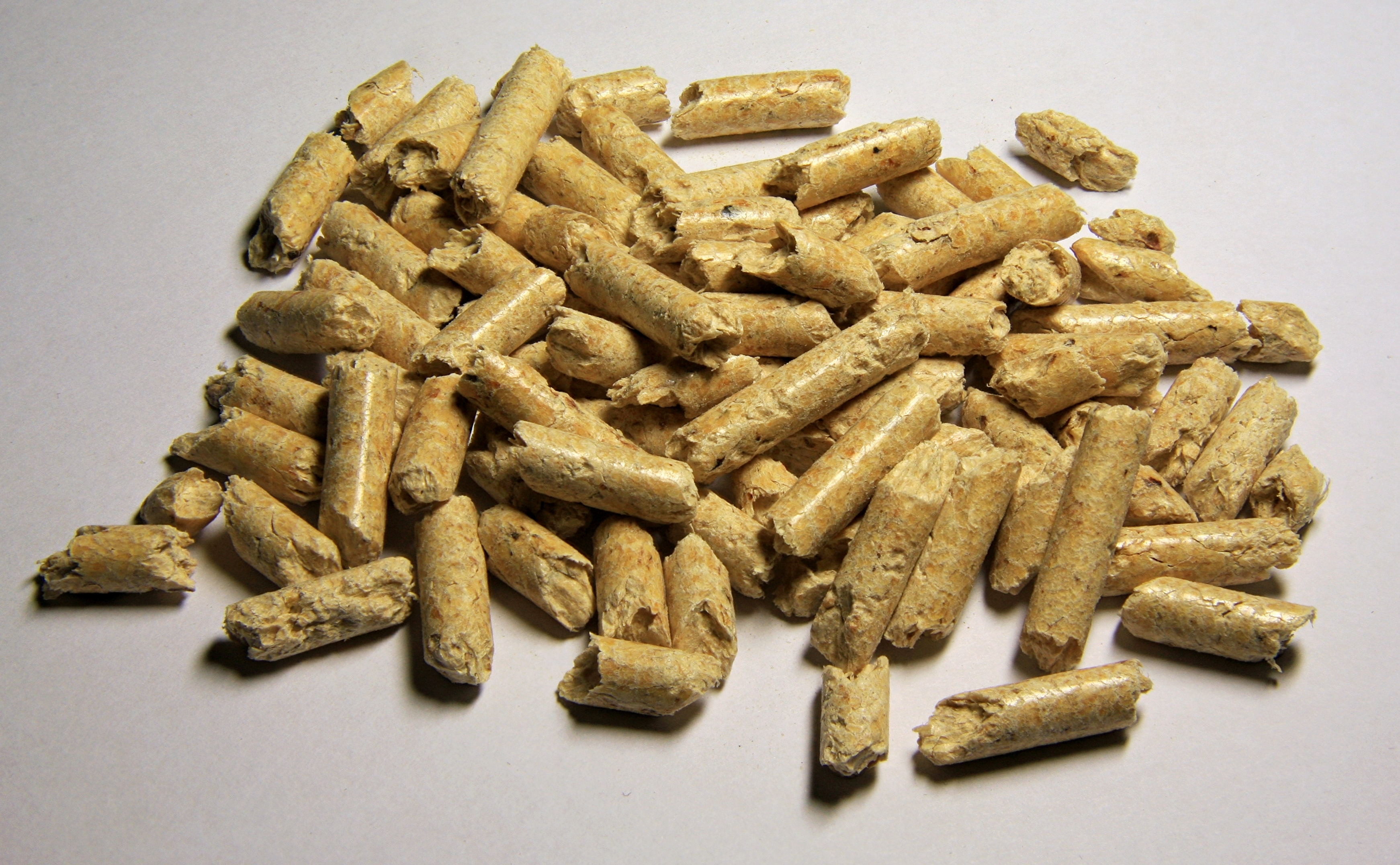
Pellet

A biomassza ökológiai (környezettudományi) fogalom, jelentése: biológiai úton létrejövő szervesanyag-tömeg. A fotoszintézis során a producensek (zöld növények) a Nap sugárzó energiáját szerves vegyületek formájában halmozzák fel, amelyet elsődleges produkciónak nevezünk. A heterotróf, fogyasztó és lebontó szervezetek szervesanyag-termelő folyamatait nevezzük másodlagos produkciónak. Adott ökoszisztémában egy adott időpontban meghatározott mennyiségű szervezet van jelen, amelynek mennyiségét biomasszának nevezzük. Ez a fitomassza (növények tömegének), zoomassza (állatok tömegének) és az egyéb élőlények tömegének az összege. 
A biomassza élettelen, de nem kevésbé jelentős összetevője a nekromassza, mint például az elhalt fatest. A nekromassza azonban nem azonos az elhalt szerves anyaggal. Az elhalt szerves anyag az elhalt növényi és állati szervezeteket, a lehullott leveleket, a humuszt stb. foglalja magában. Az elhalt szerves anyag a biomasszának – az élőközösség típusától függően – töredéke vagy többszöröse is lehet. Az elhalt szerves anyag sorsa hogy vagy lebomlik vagy elég (pl. erdőtüzekben) és így lezárul a bioszféra anyag- és energia-körforgalma. Egy további lehetséges útvonal, hogy felhalmozódva mélyebb földrétegekbe kerül, eltemetődik. Így évszázadok alatt kőolaj- vagy szénmezők alakulhatnak ki belőle. 
A biomassza fontos jellemzője a produkció, mely az időegység alatt keletkező szervesanyag-tömeget jelenti területegységre vonatkoztatva. A szárazföldön pl. az elsődleges produkció révén évente és hektáronként átlagosan mint egy 3,4 tonna szerves anyag keletkezik (vagyis a produkció 340 g/m² évente), és ez azt jelenti, hogy négyzetméterenként 6250 kJ energia kötődik meg. 
Mind az elsődleges, mind a másodlagos produkció az ökoszisztéma típusától függően természetesen nagyon eltérő intenzitású. A keletkező biomasszában kb. 45-50% carbon (azaz szén) van, ami miatt az energiaválságot követően a biomassza energetikai célú hasznosítása nagy lendületet vett. Fontos azonban tudni, hogy a biomassza elsősorban élelem, másodsorban takarmány, harmadsorban ipari alapanyag, negyedsorban tápanyag a termőhelynek és csak ezután energiaforrás. Magyarországon az energetikai célra felhasználható biomassza mennyisége az összes primer produkció 6%-a.

## A biomassza energetikai hasznosítása

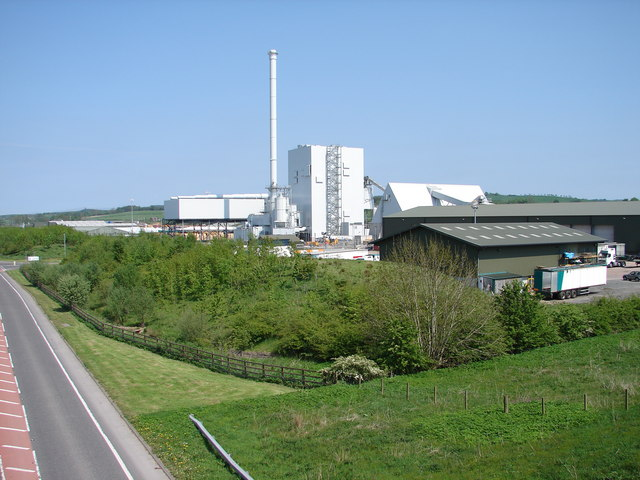
Biomassza erőmű

A biomassza energetikai hasznosítását az energiahordozóként kialakított biomassza halmazállapota szerint szokták csoportosítani, így szilárd, cseppfolyós és gázhalmazállapotú biomasszáról beszélünk. A szilárd halmazállapotú biomasszát általában közvetlenül eltüzelik, a folyékony halmazállapotút belső égésű motorok üzemanyagaként használják.

### Tüzelés
A tüzelhető biomasszák jellemzően viszonylag alacsony nedvességtartalmúak, és ennek megfelelően magas fűtőértékűek. A tüzelhető biomasszákkal szemben fontos követelmény, hogy az éghetetlen hamutartalmuk olyan vegyi összetevőkből álljon, amelyek nem roncsolják szét a kazánberendezést, illetve nem olvadnak rá a fűtőfelületekre, valamint nem okoznak jelentős levegőszennyezést. A legjellemzőbb tüzelt biomassza-fajták: tűzifa apríték erdei lágy vagy keménylombos erdőkből előállítva, fűrészüzemi hulladékokból, illetve lágyfa-energiaültetvényekből (például nyárfa) előállítva, fűrészpor (fűrészipari melléktermék), szalma, energiafű, illetve ezekből előállított pellet.

### Biogáz termelés
A biológiailag elgázosítható biomassza jellemzően nagyobb nedvességtartalmú növényi hulladékból vagy állati hulladékból áll. Pl: cukortartalmú növények, zöld növényi hulladék, állati szennyvíziszap, trágya. A biomassza elgázosítása történhet elgázosító kazánban is (pl. háztartási fűtési célú faelgázosító kazánban), ahol két fokozatban először kiizzítják, majd az utóégetőben a fagázt elégetik. Az erre a célra használható biomasszákat lásd az előző szakaszban. Az ipari méretű biogáz termelés általában vegyes szerves anyagok anaerob lebontásával készül, ahol metángáz keletkezik, valamint kiérett lebomlott massza, ami többféle célra hasznosítható, részben trágyaként is. 

### Gépjármű-üzemanyag
A biomassza folyékony energiahordozóvá alakításakor keletkezhet: alkohol, metil-alkohol (metanol) (CH3OH), ill. etilalkohol (C2H5OH) (etanol). Másrészt kinyerhetők növényi olajok, melyeket diesel motorokban, részben diesel olajjal keverve, részben krakkolással átalakítva használják. 
A gépjármű-üzemanyag előállítására használható biomasszákat eszerint két alapvető csoportra bonthatjuk. 
Benzinhez keverve (ld. bioetanol): magas cukor tartalmú (cukorrépa, cukornád), magas keményítő tartalmú (kukorica, burgonya, búza) vagy magas cellulóz tartalmú (szalma, fa, nád, energiafű) növények, melyekből etanol gyártható.
Dízelolajként alkalmazva (ld. biodízel): olajtartalmú növények, melyből az olaj kisajtolható, és egyszerűbb vegyszeres kezelések után a dízelolajhoz hasonló anyag nyerhető (például repce, olíva, napraforgó stb.)

## Jelentősége
A biomasszák jelentősége, hogy fosszilis tüzelőanyagok válthatók ki velük, így elvben megvalósítható a fenntartható energiafelhasználás (fenntartható fejlődés). A biomassza energetikai felhasználása azonban csak akkor tekinthető ténylegesen fenntarthatónak, ha pl. az erdő tartamosságának fenntartása mellett hozzá tud járulni a biológiai sokféleség csökkentésének visszafordításához és a klímasemlegességi célok eléréséhez. Mivel ezek a biomasszák a megfelelő kezelés esetén megújuló energiaforrások, és vannak, melyek rövid életciklusban általában 1 éven belül újból megtermelődnek (repce, szárak, nyesedék), használatuk esetén elvileg bányászott energiahordozók takaríthatók meg (kőszén, földgáz, kőolaj). Az így a megtakarított fosszilis energiahordozók nem fokozzák a levegő szennyezettségét és a CO2 tartalmának növekedését (üvegházhatás, globális felmelegedés). Ha azonban a erdei, vagy háztartási tűzifa anyag eltüzelésére gondolunk, akkor annak erdei újranövesztése több, mint 30 évet igényel, ami a jelenlegi klímahelyzetben éppen a CO2 mentesítés időszakára  esően CO2 növekedést idéz elő, ezért az erdei fának jelenleg (2021)  feldolgozási hulladék formája jöhetne szóba tüzelőanyagként.  
A biomasszából nem csupán energia, de cseppfolyósítva üzemanyag is nyerhető, melyre Brazília szolgáltat példát, ahol 2011 végén közel 15 millió jármű futott részben bioetanollal. A biomasszából nyerhető üzemanyagok új generációs képviselője lehet az algákból nyerhető üzemanyag, mely a hagyományos üzemanyagnövényeknél magasabb hozamra lehet képes.
Magyar kutatók biomasszából ecetsavat állítanak elő, melynek felhasználásával újrahasznosított tisztítószer készül.

## Kritikája
A biomasszából előállított energia alkalmazásával nem szakítunk azzal a többi energiaforrásra is alkalmazott, ámde egyes szakértők szerint téves megközelítésünkkel, hogy a bolygó teljes egésze az emberiség igényeinek kiszolgálásáért van. Ha a mezőgazdasági területeken termő növényeket elégetjük, rengeteg élőlény táplálékforrását és élőhelyét égetjük el. Emellett felmerül annak kérdése is, hogy a művelhető területeken erdő, élelmiszer, vagy energia teremjen. Ez utóbbi az egyre fokozódó társadalmi különbségek miatt is kérdés.